# Pexopsis femoralis
Pexopsis femoralis är en tvåvingeart som beskrevs av Mario Bezzi 1911. Pexopsis femoralis ingår i släktet Pexopsis och familjen parasitflugor. Inga underarter finns listade i Catalogue of Life.